# Noël sous l'aurore boréale
Pour plus de détails, voir Fiche technique et Distribution.
Noël sous l'aurore boréale (titre original : Hjem til jul) est un film suédo-germano-norvégien réalisé par Bent Hamer et sorti en 2010.

## Synopsis
Dans une petite ville de Norvège, plusieurs personnages vont se croiser alors qu'ils rentrent chez eux le soir de Noël.

## Fiche technique
- Titre original : Hjem til jul
- Titre anglais : Home for Christmas
- Réalisation : Bent Hamer
- Scénario : Bent Hamer avec la collaboration de Levi Henriksen
- Photographie : John Christian Rosenlund
- Montage :
- Musique : John Erik Kaada
- Lieu de tournage :  Suède
- Genre : Comédie dramatique
- Durée : 90 minutes
- Dates de sortie :
  - 13 septembre 2010 :  Canada
  - 1er octobre 2010 :  Allemagne
  - 12 novembre 2010 :  Norvège
  - 9 décembre 2010 :  France

## Distribution
- Nina Andresen Borud : Karin
- Arianit Berisha : Goran
- Joachim Calmeyer (en) : Simon
- Trond Fausa (en) : Paul
- Levi Henriksen (en)
- Cecile Mosli : Elise
- Patrick Mölleken : Thomas

## Récompenses et distinctions
- Meilleur film au RiverRun International Film Festival[1].